# Плосконосая пятипятиугольная мозаика
| Плосконосая пятипятиугольная мозаика | Плосконосая пятипятиугольная мозаика       |
| ------------------------------------ | ------------------------------------------ |
|                                      |                                            |
| Тип                                  | Однородная гиперболическая мозаика         |
| Конфигурация вершины                 | 3.3.5.3.5                                  |
| Символ Шлефли                        | s{5,4} s{5,5}                              |
| Символ Витхоффа                      | \| 5 5 2                                   |
| Симметрии                            | [5+,4], (5*2) [5,5]+, (552)                |
| Диаграммы Коксетера — Дынкина        | · или                                      |
| Двойственные соты                    | Цветочная пятиугольная мозаика порядка 5-5 |
| Свойства                             | изогональная                               |

Плосконосая пятипятиугольная мозаика — это однородная мозаика на гиперболической плоскости.
Её символ Шлефли  sr{5,5}. Мозаика в каждой вершине имеет два правильных пятиугольника и три правильных треугольника.

## Изображения
Рисунок в виде хиральной пары, рёбра между чёрными треугольниками не нарисованы:

## Симметрия
Двойная симметричная раскраска может быть получена из симметрии [5,4] при использовании только одного цвета для пятиугольников. 
Она имеет символ Шлефли s{5,4} и диаграмму Коксетера .

## Связанные мозаики
| · =                           | · =                              | · =                           | · =                              | · =                           | · =                              | · =                                 | · =                                 |
|                               |                                  |                               |                                  |                               |                                  |                                     |                                     |
| {5,5}                         | t{5,5}                           | r{5,5}                        | 2t{5,5}=t{5,5}                   | 2r{5,5}={5,5}                 | rr{5,5}                          | tr{5,5}                             | sr{5,5}                             |
| Однородные двойственные duals |                                  |                               |                                  |                               |                                  |                                     |                                     |
| node_f1 · 5 · node · 5 · node | node_f1 · 5 · node_f1 · 5 · node | node · 5 · node_f1 · 5 · node | node · 5 · node_f1 · 5 · node_f1 | node · 5 · node · 5 · node_f1 | node_f1 · 5 · node · 5 · node_f1 | node_f1 · 5 · node_f1 · 5 · node_f1 | node_fh · 5 · node_fh · 5 · node_fh |
|                               |                                  |                               |                                  |                               |                                  |                                     |                                     |
| V5.5.5.5.5                    | V5.10.10                         | V5.5.5.5                      | V5.10.10                         | V5.5.5.5.5                    | V4.5.4.5                         | V4.10.10                            | V3.3.5.3.5                          |

| Однородные пятиугольные/квадратные мозаики | Однородные пятиугольные/квадратные мозаики | Однородные пятиугольные/квадратные мозаики | Однородные пятиугольные/квадратные мозаики | Однородные пятиугольные/квадратные мозаики | Однородные пятиугольные/квадратные мозаики | Однородные пятиугольные/квадратные мозаики | Однородные пятиугольные/квадратные мозаики | Однородные пятиугольные/квадратные мозаики | Однородные пятиугольные/квадратные мозаики | Однородные пятиугольные/квадратные мозаики | Однородные пятиугольные/квадратные мозаики |
| Симметрия: [5,4], (*542)                   | Симметрия: [5,4], (*542)                   | Симметрия: [5,4], (*542)                   | Симметрия: [5,4], (*542)                   | Симметрия: [5,4], (*542)                   | Симметрия: [5,4], (*542)                   | Симметрия: [5,4], (*542)                   | [5,4]+, (542)                              | [5+,4], (5*2)                              | [5,4,1+], (*552)                           |                                            |                                            |
| ------------------------------------------ | ------------------------------------------ | ------------------------------------------ | ------------------------------------------ | ------------------------------------------ | ------------------------------------------ | ------------------------------------------ | ------------------------------------------ | ------------------------------------------ | ------------------------------------------ | ------------------------------------------ | ------------------------------------------ |
| node_1 · 5 · node · 4 · node               | node_1 · 5 · node_1 · 4 · node             | node · 5 · node_1 · 4 · node               | node · 5 · node_1 · 4 · node_1             | node · 5 · node · 4 · node_1               | node_1 · 5 · node · 4 · node_1             | node_1 · 5 · node_1 · 4 · node_1           | node_h · 5 · node_h · 4 · node_h           | node_h · 5 · node_h · 4 · node             | node · 5 · node · 4 · node_h               |                                            |                                            |
|                                            |                                            |                                            |                                            |                                            |                                            |                                            |                                            |                                            |                                            |                                            |                                            |
| {5,4}                                      | t{5,4}                                     | r{5,4}                                     | 2t{5,4}=t{4,5}                             | 2r{5,4}={4,5}                              | rr{5,4}                                    | tr{5,4}                                    | sr{5,4}                                    | s{5,4}                                     | h{4,5}                                     |                                            |                                            |
| Однородные двойственные                    |                                            |                                            |                                            |                                            |                                            |                                            |                                            |                                            |                                            |                                            |                                            |
| node_f1 · 5 · node · 4 · node              | node_f1 · 5 · node_f1 · 4 · node           | node · 5 · node_f1 · 4 · node              | node · 5 · node_f1 · 4 · node_f1           | node · 5 · node · 4 · node_f1              | node_f1 · 5 · node · 4 · node_f1           | node_f1 · 5 · node_f1 · 4 · node_f1        | node_fh · 5 · node_fh · 4 · node_fh        | node_fh · 5 · node_fh · 4 · node           | node · 5 · node · 4 · node_fh              |                                            |                                            |
|                                            |                                            |                                            |                                            |                                            |                                            |                                            |                                            |                                            |                                            |                                            |                                            |
| V54                                        | V4.10.10                                   | V4.5.4.5                                   | V5.8.8                                     | V45                                        | V4.4.5.4                                   | V4.8.10                                    | V3.3.4.3.5                                 | V3.3.5.3.5                                 | V55                                        |                                            |                                            |

| Тела с отсечёнными вершинами |            |            |            |            |            |            |            |            |
| Конфиг.                      | 3.3.2.3.2  | 3.3.3.3.3  | 3.3.4.3.4  | 3.3.5.3.5  | 3.3.6.3.6  | 3.3.7.3.7  | 3.3.8.3.8  | 3.3.∞.3.∞  |
| Повёрнытые тела              |            |            |            |            |            |            |            |            |
| Конфиг.                      | V3.3.2.3.2 | V3.3.3.3.3 | V3.3.4.3.4 | V3.3.5.3.5 | V3.3.6.3.6 | V3.3.7.3.7 | V3.3.8.3.8 | V3.3.∞.3.∞ |

## Смотрите также
- Квадратная мзаика
- Однородные мозаики на гиперболической плоскости
- Список правильных многомерных многогранников и соединений